# Лібуша (село)
Лібуша (пол. Libusza — село в Польщі, у гміні Беч Горлицького повіту Малопольського воєводства. Населення — 3243 особи (2011).

## Розташування
Лежить у Низькому Бескиді, у долині річки Лібушанки — правої притоки Ропи. Село знаходилось у смузі українських сіл на межі з Малопольщею.

## Історія
Згадується в 1343 р. як власність Санда Пенянжка. Село закріпачене 30 вересня 1348 р. актом короля Казимира III Великого на користь якогось Якуба.
З XVI ст. до 1772 р. Лібуша була центром волості негродового Лібуського староства, яка об'єднувала 8 сіл. В селі процвітало ткацтво.
З 1856 р. село було одним з центрів нафтовидобутку. В 1872 р. збудована нафтопереробна фабрика. На 1875 р. експлуатацію проводили 15 свердловин. Нафтопереробна фабрика працювала до 1937 р..
У роки Першої світової війни на території села точилися запеклі бої та так званий Горлицький прорив, після них залишився військовий цвинтар.
На 1936 р. в селі був 1 греко-католик, село належало до греко-католицької парохії Розділля Горлицького деканату.

## Демографія
Демографічна структура станом на 31 березня 2011 року:
|          | Загалом | Допрацездатний вік | Працездатний вік | Постпрацездатний вік |
| -------- | ------- | ------------------ | ---------------- | -------------------- |
| Чоловіки | 1572    | 360                | 1056             | 156                  |
| Жінки    | 1671    | 371                | 963              | 337                  |
| Разом    | 3243    | 731                | 2019             | 493                  |

## Місцеві пам'ятки
Об'єкти, перераховані в реєстрі пам'яток Малопольського воєводства:
- Дерев'яний костел початку XVI ст.
- Військове кладовище з Першої світової війни № 101.